# Pardilla
Pardilla es un municipio y localidad española de la provincia de Burgos, en la comunidad autónoma de Castilla y León, perteneciente al partido judicial de Aranda de Duero.

## Geografía
Es un pueblo situado al sur de la provincia de Burgos, en el límite con la provincia de Segovia, a 902 metros sobre el nivel del mar. Forma parte de la comarca Ribera del Duero. Se encuentra a 100 kilómetros de la capital provincial, siendo la puerta de entrada en la provincia burgalesa de la Autovía del Norte. 
| Noroeste: Torregalindo | Norte: Milagros            | Noreste: Milagros                         |
| Oeste: Fuentenebro     |                            | Este: Montejo de la Vega de la Serrezuela |
| Suroeste: Fuentenebro  | Sur: Honrubia de la Cuesta | Sureste: Villaverde de Montejo            |

## Historia
En su término aparecen al menos seis asentamientos de la Edad del Bronce.
El primer documento en que aparece citado Pardilla data de 1130 (entonces Pardiella). Estudios recientes de Toponimia inducen a pensar que pudo haberse fundado a principios del siglo X. Desde el principio aparece en la órbita de las familias Aza y Guzmán, pasando más tarde al conde de Miranda y duque de Peñaranda.
En su término se cita una especie de eremitorio que tuvo que existir en la Alta Edad Media, con el nombre de Sanctis Cuevalis, del que no quedan vestigios. En el mismo lugar se edificaría, también en la Edad Media, la Ermita de San Martín, en el lugar que hoy se conoce como Llano de la Verdad.
Se hizo villa en 1655, fecha de la que data el rollo jurisdiccional.
Así se describe a Pardilla en el tomo XII del Diccionario geográfico-estadístico-histórico de España y sus posesiones de Ultramar, obra impulsada por Pascual Madoz a mediados del siglo XIX:

Villa con ayuntamiento en la provincia, audiencia territorial y capitanía general de Burgos (16 ½ leguas), diócesis de Segovia (15) y partido judicial de Aranda de Duero (2 ½). Situada en una ladera o pequeña cuesta que se inclina de O a E; su clima es templado, reina comúnmente el viento SO y las enfermedades dominantes son las irritaciones de las membranas serosas. Tiene 72 casas, entre ellas la capitular que sirve también de cárcel y se halla bastante deteriorada, una escuela de primera educación para ambos sexos, concurrida por 47 alumnos, cuyo maestro está dotado con 29 fanegas de morcajo y 10 cántaras de vino; 2 fuentes en el término, un pozo a distancia de 30 pasos E del pueblo, de cuyas copiosas y saludables aguas se surten los vecinos para beber y demás usos, y finalmente una iglesia parroquial (la Degollación de San Juan Bautista) servida por un cura parroquial de provisión real y ordinario, y un sacristán, nombrado por el arcediano de Sepúlveda, la cual se halla extramuros y sobre una eminencia distante también 30 pasos O de la villa. Confina el término N Milagros; E Montejo de la Vega, S Honrubia, y O Fuentenebro. El terreno es de mediana calidad, hay 2 montes titulados Braguillas y Bachisteba, poblados aquél de enebros y éste de encinas el cual es además labrantío y de propiedad de particulares. Caminos: pasa por medio de la población la carretera que dirige de Madrid a Francia. La correspondencia se recibe de la capital del partido por encargo particular. Producciones: éstas consisten en trigo, cebada, centeno, avena, vino y alguna que otra legumbres; ganado lanar, churro, cabrío en corto número, mular para la labranza, vacuno y asnal, y caza de perdices, liebres y conejos. Industria: la agrícola. Población: 59 vecinos, 276 almas. Capital productivo: 1.647.111 reales. Imponible: 166.168. Contribución: 5.836 reales 2 maravedíes. El presupuesto municipal asciende a 5,434 reales que se cubren con los productos de propios y por reparto vecinal.
Diccionario geográfico-estadístico-histórico de España y sus posesiones de Ultramar

## Demografía
Pardilla cuenta con una población de 102 habitantes (INE 2024).
| Gráfica de evolución demográfica de Pardilla entre 1842 y 2021                                                        |
| |
| Población de derecho según los censos de población del INE. Población de hecho según los censos de población del INE. |

## Cultura

### Patrimonio
El principal monumento es la iglesia parroquial. Conserva una mínima parte del siglo XIII, siendo casi todo el edificio de los siglos XVI y XVII. Según el censo de 1612, existieron tres ermitas, y una cuarta edificada en el siglo XVIII, destruidas todas a principios del siglo XIX; se sabe de ellas su ubicación pero apenas quedan vestigios.
Otro monumento es el rollo jurisdiccional, cruz de piedra sobre base cuadrangular, destruido parcialmente y restaurado en la década de 1980. Fue erigido en 1655 en lo que entonces era la salida del pueblo por el Camino Real, y que en la actualidad es la plaza. No hay constancia de que se ajusticiara allí a nadie, ni en la horca que se levantó por el mismo motivo en el cercano cerro que lleva su nombre.
También nos encontramos con la casa del hidalgo Don Cosme, último de la familia de los Beltrán en el pueblo, rehabilitada recientemente y de propiedad particular. Este edificio guarda relación con la casa del curato de Fuentenebro, que probablemente sirvió de modelo, y que había sido edificada por Don León Beltrán, padre de Cosme.

### Fiestas
Las fiestas son dos: el día de Santa Isabel el 2 de julio y el 29 de agosto, el día de San Juan Degollado.
La semana anterior a las fiestas de San Juan se celebra en la localidad una Semana Cultural con multitud de actividades y actuaciones.